# الكريف (فرع العدين)

تعديل مصدري - تعديل

الكريف محلة تابعة لقرية القليعا، التابعة لعزلة الاخماس بمديرية فرع العدين إحدى مديريات محافظة إب في الجمهورية اليمنية، بلغ تعداد سكانها 38 حسب تعداد اليمن لعام 2004.